# Università degli Studi di Teramo
L'Università degli Studi di Teramo (UniTE, in acronimo) è un'università statale italiana. Fondata nel 1993, si tratta dell'ateneo pubblico di più recente istituzione all'interno della regione Abruzzo.

## Storia

### Le origini
Nel secondo dopoguerra l'Abruzzo sentì la necessità di potersi dotare di un'università pubblica, visto che fino a quel momento ne era stata sprovvista, così nel gennaio del 1963, avanzata la richiesta per l'istituzione della Libera Università degli Abruzzi da parte di un comitato promotore costituito dalle istituzioni di Chieti, Pescara e Teramo, furono unificati i tre consorzi universitari in un unico consorzio interprovinciale. In data 3 marzo 1965 il Ministro della Pubblica Istruzione Luigi Gui firmò il decreto di riconoscimento della Libera Università Abruzzese degli Studi "Gabriele d'Annunzio", intitolata al poeta pescarese.
Il neonato ente universitario assegnò alla città di Teramo la facoltà di giurisprudenza ed il professore Renato Balzarini fu eletto come primo rettore dell'università, il quale presiedette il primo consiglio d'amministrazione, composto da quattordici membri.

### Oggi
L'Università degli Studi di Teramo fu istituita nel 1993 in seguito allo scorporo dall'Università degli Studi "Gabriele d'Annunzio" e dotata di tre facoltà:
- giurisprudenza;
- medicina veterinaria;
- scienze politiche.

Nel 1995 furono inaugurate le due nuove facoltà di agraria e scienze della comunicazione, e, anni dopo, nel 2004, venne aperta la sede distaccata di Avezzano, mentre nell'anno accademico 2023/2024 è stato attivato il corso di laurea in diritto dell'ambiente e dell'energia a Lanciano, entrambi afferenti al dipartimento di giurisprudenza.

## Struttura

### Sedi
Gli edifici dell'ateneo sono distribuiti in due campus: il campus "Aurelio Saliceti" di Coste Sant'Agostino nel quartiere di Colleparco, diviso nei poli didattici "Silvio Spaventa" e "Gabriele D'Annunzio", e il campus "Ruggero Bortolami" nella frazione di Piano d'Accio, con all'interno il dipartimento di medicina veterinaria e l'ospedale veterinario universitario didattico. Il campus di Coste Sant'Agostino comprende le sedi del rettorato e dei dipartimenti di bioscienze e tecnologie agro-alimentari e ambientali, giurisprudenza, scienze della comunicazione e scienze politiche; la struttura dispone inoltre di una mensa, una sala per cinema e spettacoli dal vivo, uno studio televisivo e una radio di ateneo.

### Dipartimenti
L'università è organizzata in cinque dipartimenti:
- bioscienze e tecnologie agro-alimentari e ambientali
- giurisprudenza
- medicina veterinaria
- scienze della comunicazione
- scienze politiche

## Rettori
Cronotassi dei rettori:
- Paolo Benvenuti (1993-1994)
- Luciano Russi (1994-2005)
- Mauro Mattioli (2005-2009)
- Rita Tranquilli-Leali (2009-2012)
- Luciano D'Amico (2013-2018)
- Dino Mastrocola (2018-2024)
- Christian Corsi (dal 1º novembre 2024)